# Tobel
Tobel (toponimo tedesco) è una frazione del comune svizzero di Tobel-Tägerschen, nel Canton Turgovia (distretto di Münchwilen).

## Storia

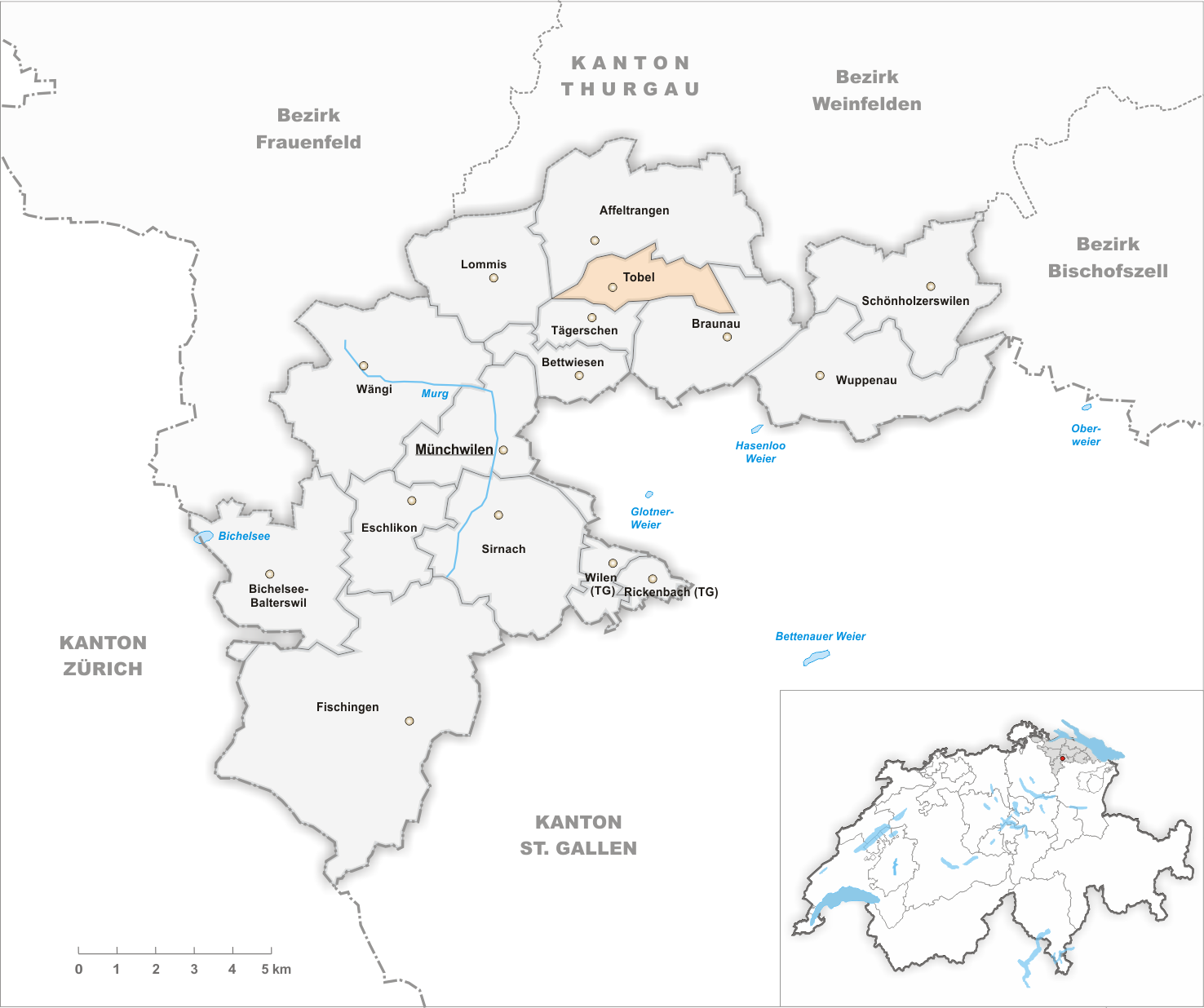
Il territorio del comune di Tobel prima degli accorpamenti comunali del 1999

Già comune autonomo (Ortsgemeinde), nel 1997 è stato aggregato all'altro comune soppresso di Tägerschen per formare il nuovo comune di Tobel-Tägerschen, del quale Toben è il capoluogo.

## Monumenti e luoghi d'interesse

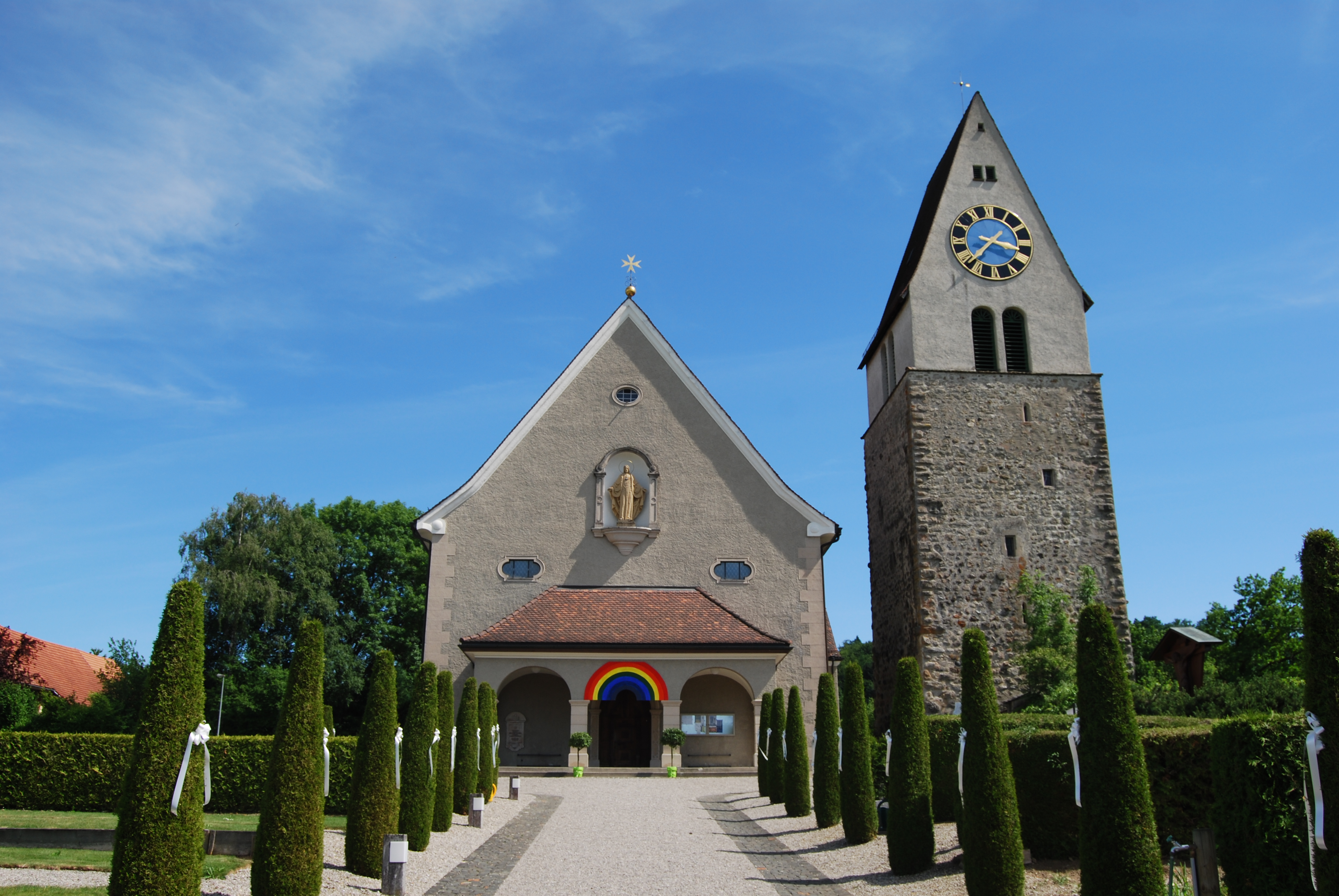
La chiesa di San Giovanni Battista

- Chiesa cattolica di San Giovanni Battista, eretta nel Medioevo e ricostruita nel 1706-1707[1].

## Società

### Evoluzione demografica
L'evoluzione demografica è riportata nella seguente tabella:
Abitanti censiti

## Amministrazione
Ogni famiglia originaria del luogo fa parte del cosiddetto comune patriziale e ha la responsabilità della manutenzione di ogni bene ricadente all'interno dei confini della frazione.

## Infrastrutture e trasporti
È servito dalla stazione di Tobel-Affeltrangen sulla ferrovia Mittelthurgaubahn.